# Mesochra suifinensis
Mesochra suifinensis är en kräftdjursart som beskrevs av Borutsky 1952. Mesochra suifinensis ingår i släktet Mesochra och familjen Canthocamptidae. Inga underarter finns listade i Catalogue of Life.